# 西西里島星
小行星1258（1258 Sicilia）是一颗围绕太阳公转的小行星。1932年8月8日，卡爾·威廉·萊茵姆特在海德堡发现了此天体。
該小行星以意大利西西里島命名。
这颗小行星的绝对星等为10.81等。